# Saint-Lazare (Québec)
Saint-Lazare è un comune del Canada, situato nella provincia del Québec, nella regione di Montérégie.